# Habitatge al carrer Ample, 20 (Bordils)
L'Habitatge al carrer Ample, 20 és una obra de Bordils (Gironès) inclosa a l'Inventari del Patrimoni Arquitectònic de Catalunya.

## Descripció
És una casa cantonera de planta rectangular, i consta de planta baixa, pis, amb coberta de teula a dos vessant. Les obertures estan emmarcades per carreus bisellats i la llinda de pedra d'una sola peça. La façana és arrebossada i pintada deixant vistos els carreus medieval, que actualment es troba tapada en la seva part inferior. A la façana del carrer Ample apareix una obertura molt allargada en la que s'hi encabeix una porta i una finestra, resultat de l'allargament d'un balcó. Aquest dos fets fan suposar que el nivell del carrer Ample havia set més baix que l'actual. La planta primera és cobert amb voltes.